# Sangariā
Sangariā är en ort i Indien.   Den ligger i distriktet Hanumangarh och delstaten Rajasthan, i den nordvästra delen av landet, 300 km väster om huvudstaden New Delhi. Sangariā ligger 192 meter över havet och antalet invånare är 38 638.
Terrängen runt Sangariā är mycket platt. Runt Sangariā är det ganska tätbefolkat, med 222 invånare per kvadratkilometer. Det finns inga andra samhällen i närheten. Trakten runt Sangariā består till största delen av jordbruksmark.